# Fred Perry
Pour les articles homonymes, voir Fred Perry (homonymie).
Frederick John Perry, né le 18 mai 1909 à Stockport et mort le 2 février 1995 à Melbourne (Australie), est un joueur de tennis et de tennis de table britannique, dont la carrière s'étend de 1929 à 1956.
Perry remporte cinquante-cinq titres en simple messieurs, dont dix majeurs, incluant huit titres du Grand Chelem et deux titres du Grand Chelem professionnel.
Auteur d'un Petit Chelem en 1934 et désigné No 1 mondial la même année, il est le premier joueur de l'histoire à réaliser le Grand Chelem en carrière après son succès à Roland-Garros en 1935.
Il remporte la Coupe Davis à quatre reprises avec l'équipe de Grande-Bretagne, de 1933 à 1936. Il devient professionnel à la fin de cette année.
À la fin des années 1940, il s'associe à Tibby Wegner. Ensemble, ils fondent la marque de vêtements Fred Perry. Le premier polo de la marque est créé en 1952.
Fred Perry est membre du International Tennis Hall of Fame depuis 1975.

## Carrière
Fred Perry est le fils d'un député à la Chambre des communes du Royaume-Uni. Il est l'époux de l'actrice américaine Helen Vinson entre 1935 et 1938.
Avant de pratiquer le tennis, il fut champion du monde de tennis de table en 1929.

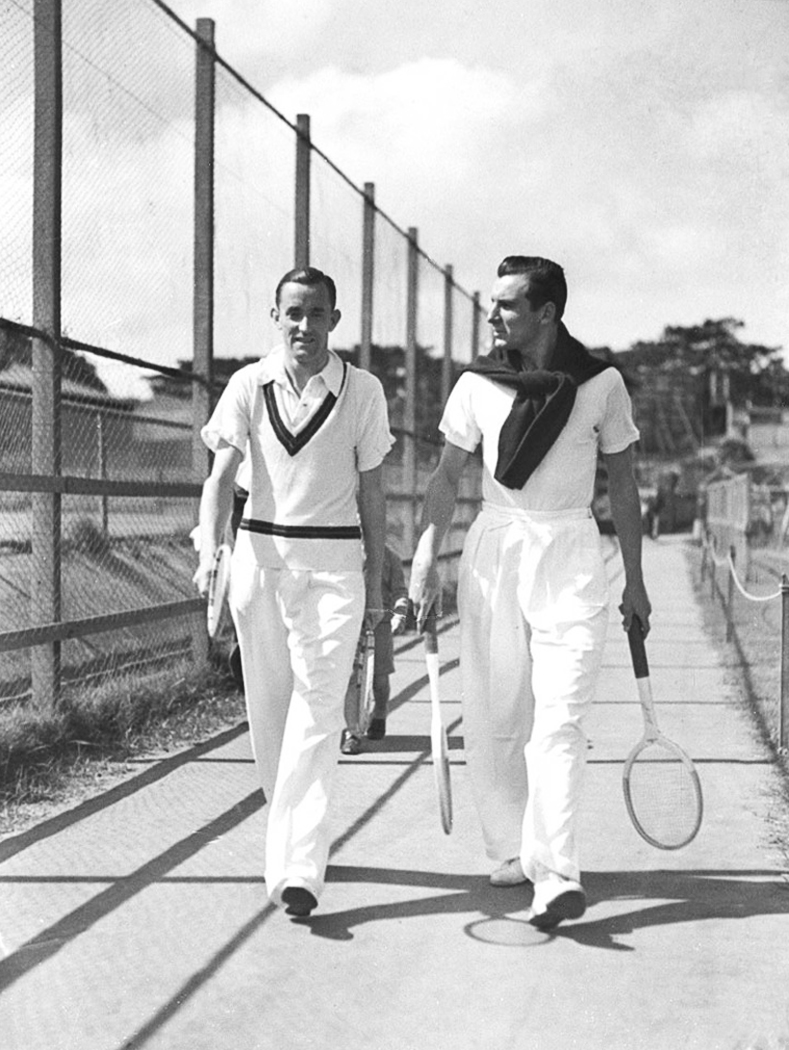
Patrick Hughes et Fred Perry en 1934.

Il remporte son premier tournoi du Grand Chelem à l'US Championships à Forest Hills contre l'Australien Jack Crawford en cinq sets (6-3, 11-13, 4-6, 6-0, 6-1). 1934 sera pour lui une année fantastique avec trois titres de Grand Chelem supplémentaires, d'abord à Sydney (Australian Championships) toujours contre Jack Crawford (6-3, 7-5, 6-1), Wimbledon (Jack Crawford : 6-3, 6-0, 7-5) et enfin Forest Hills aux dépens de l'Américain Wilmer Allison (6-4, 6-3, 1-6, 8-6). En 1935, il fera son seul doublé Roland-Garros et Wimbledon, les deux fois contre le célèbre Gottfried von Cramm. 1936 sera sa dernière année chez les Amateurs avec ses deux ultimes titres de Grand Chelem à Wimbledon contre Von Cramm sur un score sans appel (6-1, 6-1, 6-0) et enfin à l'US Championships contre le légendaire Donald Budge dans un match extrêmement long et serré comme l'atteste le score (2-6, 6-2, 8-6, 1-6, 10-8). Il gagna donc en tout huit titres dans les tournois majeurs. Ses trois victoires d'affilée en finale de Wimbledon l'ont été sans perdre un set. Il a été aussi le premier joueur à gagner les quatre tournois du Grand Chelem.
Sa carrière professionnelle fut riche de près d'une vingtaine de titres, dont deux à l'US Pro Championships en 1938 et en 1941. Le grand champion Jack Kramer a écrit dans son autobiographie (1979) que Perry était un des six meilleurs joueurs de tous les temps, juste après Donald Budge, et au même niveau que Bill Tilden, Bobby Riggs et Pancho Gonzales. Et meilleur, notablement, que Rod Laver.
Passé professionnel fin 1936, il s'installe aux Etats-Unis et obtient la citoyenneté américaine. Il participe en 1937 à une tournée contre Ellsworth Vines avec un bilan de 29 victoires pour 32 défaites. L'année suivante face au même adversaire, il est battu 35 à 49. En 1939, il est dominé par Donald Budge 28 victoires à 8.
En plus de ses activités tennistiques et entrepreneuriales, il exerce comme journaliste pour l'Evening Standard. En 1953, il conseille la championne Maureen Connolly lors de son passage en Europe.

## Son jeu
Fred Perry était un joueur mesurant 1,80 m, d'une force physique importante qui lui permettait d'être un redoutable serveur. Grâce au tennis de table, qu'il avait pratiqué avant de jouer au tennis, il avait acquis une souplesse et une vivacité exceptionnelles. Sa présence au filet ainsi qu'une volée efficace lui permettait de faire le point neuf fois sur dix sans oublier son revers tout aussi remarquable. Jack Kramer le classe parmi les six meilleurs joueurs de tous les temps.

## Palmarès en tennis de table
- Champion du monde de tennis de table : vainqueur en 1929[3].

Il a remporté 6 médailles en tout : outre son titre mondial en simple, argent en double (1928), bronze en 1929.
En mixte, bronze en 1928. Par équipes, il obtient aussi 2 médailles de bronze en 1928 et 1929.
Il a remporté par ailleurs de nombreux titres dans ce sport, comme l'Open de Grande-Bretagne en double (1928, 1929, 1930) et le mixte en 1929.
Il abandonne le tennis de table en 1930 pour se consacrer au tennis.

## Hommage
- En 1984, une statue à son effigie est installée aux abords du Center Court, à Wimbledon.